# 내 친구 파이도
《내 친구 파이도》(영어: Fido)는 캐나다에서 제작한 앤드루 커리 감독의 2006년 좀비 코미디 공포 영화이다. 캐리앤 모스, 빌리 코널리, 딜런 베이커 등이 출연하였다.

## 줄거리
1950년대 미국풍 평행 우주 세상. 우주 방사선에 의해 시체들이 좀비로 변하는 바람에 인류는 좀비 아포칼립스 위기에 놓이지만 결국 좀비 전쟁(“Zombie Wars”)에서 승리한다.
그러나 시체는 목을 자르거나 화장하지 않으면 여전히 좀비화되기 때문에 인류는 현재도 좀비 창궐로 고통받고 있다. 미국을 실질로 지배 중인 회사 좀컨(ZomCon)은 지역 사회 주변에 담을 쌓아 좀비의 접근을 막아 두고 원격 조종이 가능한 개 목걸이를 제공하고 있다. 주민들은 좀비에게 개 목걸이를 채워 인육을 갈구하는 욕망을 억제하면서 이들을 하찮은 잡일을 처리하는 종복으로 부린다.
윌러드 마을 가정주부 헬렌은 남편 빌의 반대에도 불구하고 좀비 파이도를 산다. 빌은 자신을 잡아먹으려 했던 친아버지를 죽인 경험 탓에 좀비 공포증이 있다.
아들 티미는 규정을 어기고 목줄를 푼 채 파이도랑 같이 공놀이를 한다. 파이도와 마주치고 놀란 이웃은 보행 보조기로 파이도를 내리치다가 개 목걸이를 건드린다. 그 바람에 개 목걸이가 불량 작동해 파이도가 이웃 팔을 뜯어먹는다. 좀비가 된 이 이웃이 다른 사람들을 감염시키고 다니자 티미는 이웃을 삽으로 내려쳐 죽여 버린다. 빌이 임신한 헬렌을 등한시하고 골프에만 매진하는 사이 헬렌은 파이도와 가까워진다.
좀컨 안전요원 팀장 조너선은 이 상황에 책임이 있는 파이도를 좀컨 공장으로 데려간다. 티미는 파이도를 탈출시키려고 잠입했다가 조너선에게 붙잡혀 좀비가 들끓는 와일드 존(“Wild Zone”)으로 끌려간다. 빌은 뒤늦게 좋은 아빠 역할을 다하겠다는 결심으로 티미를 찾으러 와 조너선과 엎치락뒤치락하다가 조너선의 총에 맞아 사망한다. 이를 본 티미는 파이도의 개 목걸이를 쳐서 파이도의 억제력을 풀고, 파이도가 조너선을 죽인다.
좀컨의 보안상 결함은 사람들이 와일드 존에서 재미로 좀비 사냥을 벌여 빚어진 상황으로 밝혀진다. 헬렌은 티미의 동생을 낳고, 좀비화된 조너선을 딸 신디가 부리기 시작한다.

## 출연진
- 캐리앤 모스 - 헬렌 로빈슨 역
- 빌리 코널리 - 파이도 역
- 딜런 베이커 - 빌 로빈슨 역: 헬렌의 남편.
- 팀 블레이크 넬슨 - 시오펄리스 씨 역: 전 좀컨 직원인 이웃.
- 헨리 처니 - 조너선 보텀스 역
- 알렉시아 패스트 - 신디 보텀스 역
- 소니아 베넷 - 태미 역